# Казмаське сільське поселення
Казма́ське сільське поселення — муніципальне утворення в складі Зав'яловського району Удмуртії, Росія. Адміністративний центр — присілок Нова Казмаска.
Населення — 1555 осіб (2015; 1590 в 2012, 1600 в 2010).

## Історія
Ново-Мартьяновська сільська рада Зав'яловської волості була утворена в 1925 році з центром в селі Нове Мартьяново і складалась з сіл Бети, Нова Казмаска, Старе Мартьяново та Нові Тукмачі. В 1929 році сільрада входить до складу новоствореного Іжевського району, з 1937 року — в Зав'яловський район. На цей час центром сільради стає село Нова Казмаска. В 1950 році села Нове та Старе Мартьяново передаються до Зав'яловської сільської ради. 1954 року Ново-Мартьяновська та Ільїнська сільради об'єднуються в одну Казмаську.

## Склад
В склад поселення входять такі населені пункти:
| Населений пункт          | Населення, осіб (2010) | Населення, осіб (2012) |
| ------------------------ | ---------------------- | ---------------------- |
| Нова Казмаска, присілок  | 1327                   | 1319                   |
| Орішніки, починок        | 26                     | 25                     |
| Петухи, присілок         | 84                     | 85                     |
| Стара Казмаска, присілок | 83                     | 76                     |
| Старі Тукмачі, присілок  | 12                     | 13                     |
| Тихий Ключ, присілок     | 68                     | 72                     |

В поселенні діють школа, садочок, школа мистецтв, клуб, 3 ФАПи, бібліотека. Серед промислових підприємств працює ВАТ «імені Азіна».